# Дом Н. И. Пашковской
Дом Н. И. Пашковской — памятник архитектуры местного значения в Нежине.

## История
Изначально был внесён в «список памятников архитектуры вновь выявленных» под названием Усадьба Пашковской.
Приказом Министерства культуры и туризма от 21.12.2012 № 1566 присвоен статус памятник архитектуры местного значения с охранным № 10043-Чр под названием Дом Н. И. Пашковской.

## Описание
Дом построен в середине 19 века. Жилой дом с прилегающей территорией принадлежал помещице Н. И. Пашковской. Является характерным примером гражданской архитектуры Нежина эпохи позднего классицизма. Сохранился без существенных перестроек.
Двухэтажный, прямоугольный в плане дом, с четырёхскатной крышей. Центр фасада акцентирован 4-колонным портиком с треугольным фронтоном, который опирается на невысокий первый этаж. В тимпане фронтона пятиугольное окно-светёлка. Окна четырёхугольные.
В этом доме во время обучения в Нежинской классической гимназии (1880-е годы) жил Владимир Васильевич Ризниченко — академик Всеукраинской академии наук.
В период 1915-1917 годы здесь размещалась Нежинская городская мужская гимназия (1912-1919), которая переехала с дома Самохиной (улица Гоголя, дом № 7А). Преподавателями работали учителя гимназии П. И. Кушакевич, гимназии Г. Ф. Крестинской и технического училища. Было 5 классов (4 основных и один подготовительный). В 1915 году насчитывалось 287 учеников.